# Carl Johan Malmros
Carl Johan Martin Malmros, född 23 december 1874 i Östra Sönnarslövs socken, död 26 oktober 1947 i Klippans församling, var en svensk industriman och kommunalpolitiker.
Carl Johan Malmros var son till lantbrukaren Carl Johan Malmros. Efter läroverksstudier i Malmö blev han 1890 affärsbiträde i Kristianstad. 1897 startade han en egen rörelsen med försäljning av järn- och cementvaror i Malmö. Ganska snart därefter började han även importera stenkol och innehade även en fabriksrörelse. 1903 blev Malmros kontorschef vid Svenska kalkförsäljningsaktiebolaget Calcium i Malmö och 1905 disponent där. 1908-1912 var han VD och ledamot av styrelsen för Klippans pappersbruk, var från 1908 VD för Finbrukens försäljningsaktiebolag, och VD för AB Klippans finpappersbruk från 1911. Malmros var även VD för Böksholms sulfitfabrikaktiebolag från 1914, ledamot av styrelsen för AB Vidfamne 1919-1942, ordförande i Sveriges pappersbruksförening från 1922, ordförande i Sydsveriges virkesförening från 1923, ledamot av styrelsen för Södra Sveriges ångpanneförening från 1924 och vice ordförande där från 1934, ledamot av styrelsen för AB Landsverk från 1925, VD och ledamot av styrelsen för Lessebo AB från 1926, ledamot av styrelsen för Svenska Sockerfabriks AB från 1927, ordförande i Sveriges pappersbruksförening från 1928, ledamot av styrelsen för Sveriges Industriförbund från 1928, VD för AB Lessebo skogar från 1930, ledamot av styrelsen för Skandinaviska Banken från 1930, ordförande i styrelsen för Scancraft från 1932, ordförande i styrelsen för Sjöförsäkrings AB Öresund från 1932, ledamot av styrelsen för Strömsnäsbruk AB från 1933, ordförande i styrelsen för Höganäs-Billesholms AB från 1934, ledamot av arbetsmarknadskommissionen från 1936, ledamot av järnvägsrådet från 1936, vice ordförande i handelskammaren för Skåne och Blekinge från 1939, ledamot av Näringsorganisationernas centralutskott från 1939, ledamot av Industrins produktionsråd från 1939, ledamot av Näringslivets råd från 1939, ordförande i Scanfin från 1940, ordförande i styrelsen för Svenska pappersbrukens handelsaktiebolag från 1941, VD för Konga sulfitfabrik från 1943, ordförande i Svenska Arbetsgivareföreningen från 1946, ordförande i styrelsen för Skånska cementaktiebolaget och ordförande i styrelsen för Iföverken
Carl Johan Malmros var även kommunpolitiskt aktiv och ledamot av kommunfullmäktige i Gråmanstorps landskommun.